# Thabala
Thabala è un villaggio del Botswana situato nel distretto Centrale, sottodistretto di Serowe Palapye. Il villaggio, secondo il censimento del 2011, conta 2.429 abitanti.

## Località
Nel territorio del villaggio sono presenti le seguenti 72 località:
- Bolela di 5 abitanti,
- Center Veld Farm di 5 abitanti,
- Datsube di 5 abitanti,
- Dibobe di 5 abitanti,
- Dikokola di 13 abitanti,
- Ditsakane,
- Dorokwe di 14 abitanti,
- Drogo 2 di 17 abitanti,
- Dubeitshupa Vet Camp di 4 abitanti,
- Gaetsha di 13 abitanti,
- Gaixamo di 9 abitanti,
- Gushwe di 17 abitanti,
- Hulapetsana di 4 abitanti,
- Kamokwa di 3 abitanti,
- Kanana di 7 abitanti,
- Kautshepe Vet Camp di 3 abitanti,
- Kgetsana di 14 abitanti,
- Komokomo di 3 abitanti,
- Komotrayi di 16 abitanti,
- Kotojwe,
- Kuane di 8 abitanti,
- Lebu di 5 abitanti,
- Legotlhong di 15 abitanti,
- Lepalapala di 8 abitanti,
- Lesie di 99 abitanti,
- Letlhakola,
- Maholosa di 2 abitanti,
- Mahubala di 18 abitanti,
- Masoko di 121 abitanti,
- Matshoswane di 2 abitanti,
- Maumoo,
- Mhethi,
- Mhethi 2 di 1 abitante,
- Mmakgari,
- Mmamoswenya,
- Mmapilane,
- Moenyane,
- Mohungwa di 16 abitanti,
- Mokgolopite,
- Monkgaphokoje di 14 abitanti,
- Morome,
- Motatana di 8 abitanti,
- Motatawa di 22 abitanti,
- Motoname,
- Motopi di 9 abitanti,
- Motshegaletau Lands di 10 abitanti,
- Naka-la-Tlou di 11 abitanti,
- Nawa,
- Nkgamelang di 16 abitanti,
- Nkgobe,
- Phadima di 14 abitanti,
- Podishoro di 60 abitanti,
- Ramatshukudu di 9 abitanti,
- Ramogonwane di 24 abitanti,
- Ramokgophane di 5 abitanti,
- Raphaladi,
- Rashabi,
- Sanakoma di 16 abitanti,
- Sanakoma Camp di 3 abitanti,
- Sedibe,
- Sekuta di 21 abitanti,
- Semputswane,
- Sepswe di 18 abitanti,
- Sesalejwe di 2 abitanti,
- Taleba di 24 abitanti,
- Thabala Vet Camp di 9 abitanti,
- Tita,
- Xamjenna di 16 abitanti,
- Xootsha di 20 abitanti,
- Xukuru di 11 abitanti,
- Xwaakaa,
- Xwaka di 18 abitanti